# Orestias frontosus
Orestias frontosus är en fiskart som beskrevs av Cope, 1876. Orestias frontosus ingår i släktet Orestias och familjen Cyprinodontidae. Inga underarter finns listade i Catalogue of Life.